# Боб Сігрен
Роберт Ллойд Сігрен (англ. Robert Lloyd Seagren; нар. 17 жовтня 1946) — американський легкоатлет, який спеціалізувався в стрибках з жердиною.

## Із життєпису
Олімпійський чемпіон зі стрибків з жердиною (1968).
Срібний олімпійський призер зі стрибків з жердиною (1972).
Срібний призер Універсіади зі стрибків з жердиною (1967).
Чемпіон Панамериканських ігор зі стрибків з жердиною (1967).
Переможець у змаганнях зі стрибків з жердиною на матчевій зустрічі СРСР — США (1969).
Триразовий чемпіон США зі стрибків з жердиною (1966, 1969, 1970). Срібний (1967) та бронзовий (1965) призер чемпіонатів США у стрибках з жердиною.
Автор чотирьох світових рекордів у стрибках з жердиною — 5,32 (1966), 5,36 (1967), 5,41 (1968), 5,63 (1972).
Після 1972, перейшов до професійної легкої атлетики (на той час поза межами юрисдикції ІААФ), згодом — знімався в кіно, пізніше — долучився до спортивного бізнеcу та організації спортивних змагань.

## Визнання
- Член Зали слави легкої атлетики США (1986)